# Ninh Hữu Hưng
Ninh Hữu Hưng (甯有興) là người được nhiều làng nghề ở Việt Nam tôn xưng là vị tổ xưa nhất của nghề mộc Việt Nam, do đó được coi như vị tổ nghề xây dựng Việt Nam. Theo các tài liệu ngọc phả sưu tầm, thì ông là một đại thần triều Đinh Tiên Hoàng, được vua Đinh giao phụ trách quân dân 6 phủ trong việc xây dựng kinh đô Hoa Lư. được tôn xưng là Lão La đại thần. Ông được tôn xưng là tổ nghề mộc, nghề chạm khắc gỗ, khảm trai ở các làng nghề La Xuyên, Ninh Xá Hạ, Ninh Xá Thượng, Lũ Phong, Trịnh Xá, Đồng Xa (nay thuộc Ý Yên, Nam Định).

## Quê quán
Theo ngọc phả các đình làng La Xuyên, Ninh Xá Hạ (đều thuộc xã Yên Ninh, huyện Ý Yên, tỉnh Nam Định) thì quê quán Ninh Hữu Hưng là ở thôn Chi Phong, Trường Yên, Hoa Lư, Ninh Bình. Ngày nay ở Trường Yên có ngôi đền Bim phối thờ thần Quý Minh và Ninh Hữu Hưng với vai trò ông tổ nghề xây dựng.
Ngọc phả miếu thờ Đức Vân Lôi Đại Thần ở núi Phượng Sơn, bên suối khoáng Kênh Gà thuộc địa phận thôn Liên Huy, xã Gia Thịnh, huyện Gia Viễn, Ninh Bình cho biết ông là người Trường Yên, có vũ dũng và rất tinh thông nghề xây dựng thời trẻ thường đến núi này. Hiện nay, con cháu họ Ninh đã phục dựng lại ngôi miếu nhỏ trên nền cũ để thờ Đức Vân Lôi Đại Thần và ông tổ Ninh Hữu Hưng.

## Năm sinh, Năm mất
Hiện nay, nhiều tài liệu ghi ông sinh năm 936. Tuy nhiên theo ngọc phả đình làng La Xuyên (xã Yên Ninh, huyện Ý Yên, tỉnh Nam Định) ghi "Chí Lý Thái Tổ Thuận Thiên Kỷ Mùi niên tứ nguyệt lục nhật, công miên thọ dĩ cao, chí bát thập nhất tuế lão nhược quy thần". Ngọc phả đình Ninh Xá Hạ cũng ghi "Thời đương Lý Thái Tổ, Thuận Thiên Kỷ Mùi niên tứ nguyệt sơ lục nhật, hưởng thọ bát thập nhất tuế". Căn cứ vào các ghi chép này thì Ninh Hữu Hưng sinh năm 939, mất năm 1019 (ngày 6 tháng 4 Kỷ Mùi niên hiệu Thuận Thiên, triều vua Lý Thái Tổ).

## Xây dựng kinh đô Hoa Lư
Năm 20 tuổi, ông gia nhập quân đội nhà Đinh tham gia dẹp 12 sứ quân. Khi vua Đinh Tiên Hoàng thống nhất đất nước, ông được nhà vua giao phụ trách quân dân 6 phủ trong việc xây dựng kinh đô Hoa Lư. Vì vậy, ông được vua Đinh Tiên Hoàng phong cho chức Công tượng Lục phủ Giám sát Đại tướng quân.
Ninh Hữu Hưng là người tổng chỉ huy việc xây dựng kinh đô Hoa Lư. Ngoài ra còn có những người giúp việc là Phùng công người An Biện (Mai Xá, ngoại thành Nam Định ngày nay), Nguyễn công người Đồi Tam (xã Yên Đồng, Ý Yên tỉnh Nam Định ngày nay), họ Điền, họ Nông, họ Cao, họ Trịnh. Bài thơ Nôm giáng bút trong sách Cảnh thế chân kinh, Ninh Xá từ thiện đàn tàng bản, tháng 2 năm Thành Thái Tân Sửu có câu: Nhớ từ cụ tổ thời Đinh/Dựng xây đô ấp họ Ninh là đầu...Họ Phùng, họ Điền, họ Nông/Họ Cao, họ Trịnh các ông xương hòa...
Họ Phùng là Phùng Gia, Phùng Viên, họ Cao là Cao Mộc, Cao Thụ. Theo sách Hoa Lư thành ký chí của Phan Đình Hòe, Tuần phủ tỉnh Ninh Bình những năm đầu thế kỷ XX, thì Phùng Gia là người đi khảo sát địa bàn và tham gia xây dựng kinh đô Hoa Lư, lần đầu vào năm 968, lần thứ hai vào năm 969, lần cuối vào năm 971. Lại còn có Nguyễn Phúc Hợp người chợ Đồi (xã Yên Đồng, Ý Yên, Nam Định ngày nay), Điền Thị và Đàm Thị cũng tham gia xây dựng kinh đô dưới sự chỉ huy của Ninh Hữu Hưng. Bài thơ của Lê Hữu Danh, người Văn Xá, huyện Đường Hào, Hải Dương, đỗ Hoàng giáp năm Cảnh Trị 8 (1670), quan Hiến sát sứ Kinh Bắc, viết: Đinh hoàng hữu Ninh tướng/Tá hựu dụng Phùng công/Điền thị dữ Đàm thị/Ư Tây hựu ư Đông/Kiến đô thành bất dị/Sự tại khởi vô công/Sơn giác nhân do niệm/Hà ưu khí tổ tông (Vua Đinh có Ninh tướng/Giúp đỡ có Phùng công/Điền thị với Đàm thị/Bên Tây cùng bên Đông/Dựng đô thành chẳng dễ/Việc ấy há không công/Xó núi người còn nhớ/Lo gì bỏ tổ tông). Đàm thị tức Đàm Thụy Hoa, em gái bà Thái hậu Đàm Thị, mẹ vua Đinh, Điền thị tức Điền Thanh Nữ, vợ của Ninh Hữu Hưng.

## Phát triển nghề chạm khắc gỗ

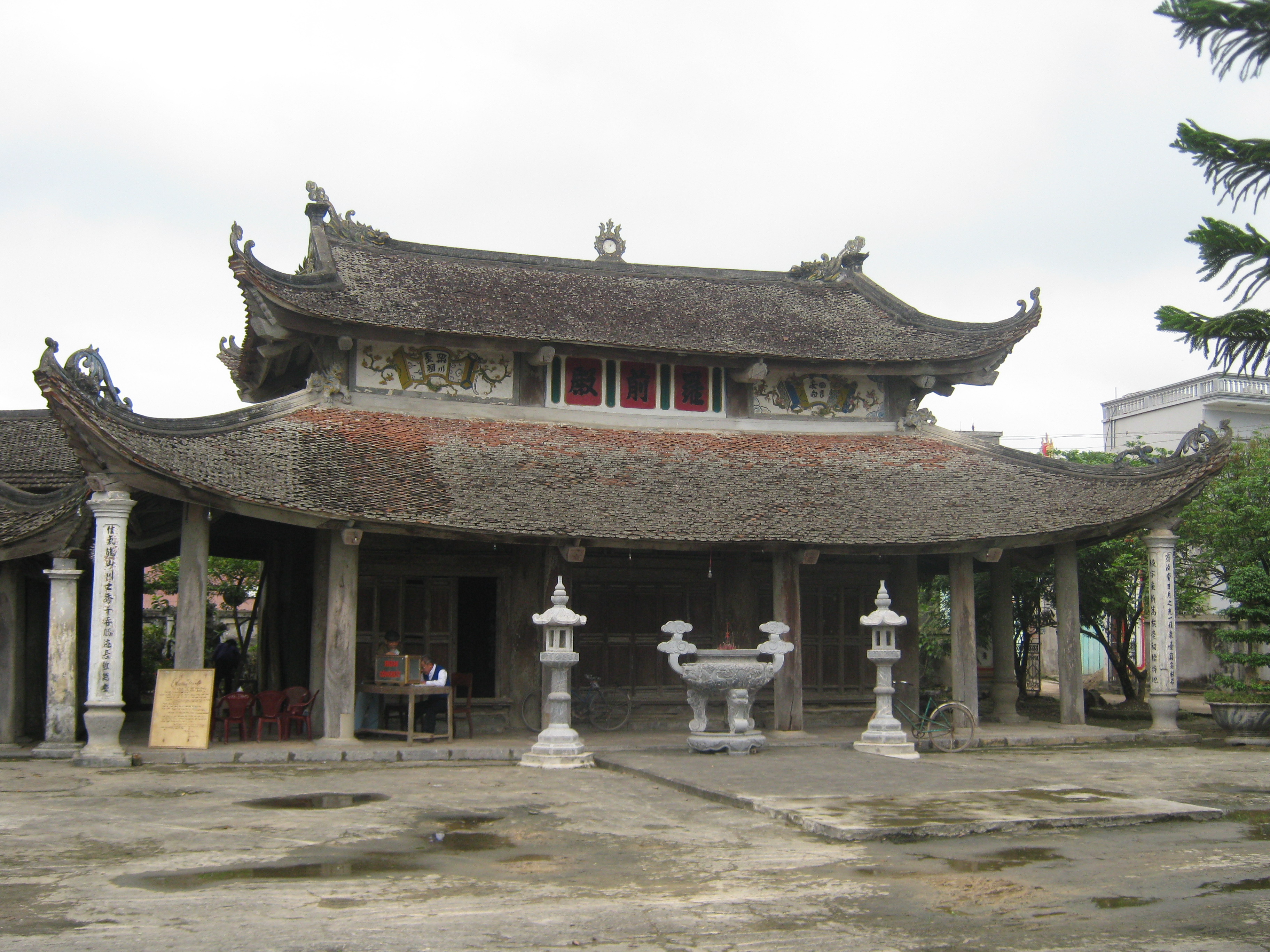
Phong cảnh đình La Xuyên

Nhà Tiền Lê thay nhà Đinh, sau khi đánh thắng quân Tống, vua Lê Đại Hành cho xây dựng lại cung thất, Ninh Hữu Hưng càng được trọng dụng. Khi vua đi thuyền qua vùng đất Thiết Lâm (tương ứng với các làng La Xuyên, Ninh Xá Hạ ngày nay), thấy đất đẹp nhưng dân cư thưa thớt, chỉ có dăm nhà lác đác ven sông, đã cho Ninh Hữu Hưng ở lại đất này. Từ đó, ông định cư tại đây rồi đem cả con cháu, họ hàng đến vùng đất mới lập thành ấp lớn. Ông bỏ tiền chiêu dân, khuyến khích việc canh tác, phát triển nghề thủ công, đặc biệt là nghề mộc chạm.
Sau khi ông mất, vua Lý Thái Tổ ban cho ông tên thụy là Lão La Đại Thần. Vùng đất Thiết Lâm được đổi thành Ninh Xá (làng của người họ Ninh) và La Ngạn. Làng La Ngạn về sau được đổi tên thành La Xuyên. Để tỏ lòng biết ơn và tôn kính, dân các làng thuộc xã Yên Ninh đều lập đền thờ Ninh Hữu Hưng. Công lao của ông được ghi lại trong câu đối lưu giữ trong Đình các làng thuộc xã Yên Ninh:
Mộc tượng giáo dân nguyên hữu ý
Kiến đô lập quốc sử ghi công
Ngoài ra, Ninh Hữu Hưng còn được thờ ở đình Phúc Lộc, thuộc làng nghề mộc Phúc Lộc, phường Ninh Phong, thành phố Ninh Bình. Ông cũng được thờ ở miếu thờ Đức Vân Lôi Đại Thần ở núi Phượng Sơn, bên suối khoáng Kênh Gà thuộc địa phận thôn Liên Huy, xã Gia Thịnh, huyện Gia Viễn, Ninh Bình.